# Andrena solutiscopa
Andrena solutiscopa là một loài Hymenoptera trong họ Andrenidae. Loài này được Scheuchl mô tả khoa học năm 2005.